# Olympische Sommerspiele 1992/Radsport
Bei den XXV. Olympischen Sommerspielen 1992 in Barcelona wurden zehn Wettkämpfe im Radsport ausgetragen.

## Männer

### Bahn

#### Sprint
| Platz | Land | Athlet       |
| ----- | ---- | ------------ |
| 1     | GER  | Jens Fiedler |
| 2     | AUS  | Gary Neiwand |
| 3     | CAN  | Curt Harnett |

28 bis 31. Juli

#### 1000 m Zeitfahren
| Platz | Land | Athlet              | Zeit         |
| ----- | ---- | ------------------- | ------------ |
| 1     | ESP  | José Moreno Periñan | 1:03,342 min |
| 2     | AUS  | Shane Kelly         | 1:04,288 min |
| 3     | USA  | Erin Hartwell       | 1:04,753 min |

27. Juli

#### 4000 m Einerverfolgung
| Platz | Land | Athlet         |
| ----- | ---- | -------------- |
| 1     | GBR  | Chris Boardman |
| 2     | GER  | Jens Lehmann   |
| 3     | NZL  | Gary Anderson  |

27. bis 29. Juli

#### Punktefahren
| Platz | Land | Athlet            | Punkte |
| ----- | ---- | ----------------- | ------ |
| 1     | ITA  | Giovanni Lombardi | 44     |
| 2     | NED  | Léon van Bon      | 43     |
| 3     | BEL  | Cédric Mathy      | 41     |

30. bis 31. Juli

#### 4000 m Mannschaftsverfolgung
| Platz | Land | Athleten                                                                    | Zeit         |
| ----- | ---- | --------------------------------------------------------------------------- | ------------ |
| 1     | GER  | Guido Fulst Michael Glöckner Jens Lehmann Stefan Steinweg Andreas Walzer    | 4:08,791 min |
| 2     | AUS  | Brett Aitken Stephen McGlede Stuart O’Grady Shaun O’Brien                   | 4:10,218 min |
| 3     | DEN  | Ken Frost Jimmi Madsen Klaus Kynde Nielsen Jan Bo Petersen Michael Sandstød | 4:15,860 min |

28. bis 31. Juli

### Straße

#### Straßenrennen (194 km)
| Platz | Land | Athlet           | Zeit      |
| ----- | ---- | ---------------- | --------- |
| 1     | ITA  | Fabio Casartelli | 4:35:21 h |
| 2     | NED  | Erik Dekker      | 4:35:22 h |
| 3     | LAT  | Dainis Ozols     | 4:35:24 h |

2. August 

In diesem Rennen wurden Erik Zabel Vierter und Lance Armstrong Vierzehnter.

#### Mannschaftszeitfahren (102,8 km)
| Platz | Land | Athleten                                                               | Zeit      |
| ----- | ---- | ---------------------------------------------------------------------- | --------- |
| 1     | GER  | Bernd Dittert Christian Meyer Uwe Peschel Michael Rich                 | 2:01:39 h |
| 2     | ITA  | Flavio Anastasia Luca Colombo Gianfranco Contri Andrea Peron           | 2:02:39 h |
| 3     | FRA  | Hervé Boussard Didier Faivre-Pierret Philippe Gaumont Jean-Louis Harel | 2:05:25 h |

26. Juli

## Frauen

### Bahn

#### Sprint
| Platz | Land | Athletin       |
| ----- | ---- | -------------- |
| 1     | EST  | Erika Salumäe  |
| 2     | GER  | Annett Neumann |
| 3     | NED  | Ingrid Haringa |

28 bis 31. Juli

#### 3000 m Einzelverfolgung
| Platz | Land | Athletin      | Zeit         |
| ----- | ---- | ------------- | ------------ |
| 1     | GER  | Petra Rossner | 3:41,753 min |
| 2     | AUS  | Kathryn Watt  | 3:43,438 min |
| 3     | USA  | Rebecca Twigg | 3:52,429 min |

30. bis 31. Juli

### Straße
Straßenrennen (81 km)
| Platz | Land | Athletin      | Zeit      |
| ----- | ---- | ------------- | --------- |
| 1     | AUS  | Kathryn Watt  | 2:04:42 h |
| 2     | FRA  | Jeannie Longo | 2:05:02 h |
| 3     | NED  | Monique Knol  | 2:05:03 h |

26. Juli